# Boulevard Arturo Illia
El Boulevard Presidente Dr. Arturo U. Illia (también conocido simplemente como Bv. Illia) es una arteria principal de la ciudad de Córdoba, Argentina, acceso al Centro de la misma por Ruta Nacional 9 Sur.
Posee tres carriles por cada uno de los dos sentidos circulatorios, separados por un cantero central. La mano que va en sentido este-oeste presenta en un tramo un importante desnivel respecto a la otra. 

## Recorrido
Nace en la calle Independencia como continuación del Bv. San Juan, yendo de la nomenclatura 0 al 700. Es el límite entre el Centro y el Barrio Nueva Córdoba, atravesando el Bv. Chacabuco a la altura del 300. 
Al llegar a la zona de la Terminal de Ómnibus de Córdoba se convierte en la avenida Amadeo Sabattini la cual a su vez corresponde a la Ruta Nacional 9.  

## Toponimia
Esta arteria recibió el nombre de Boulevard Junín, el cual se empleó hasta 1984, cuando se le modificó el mismo en homenaje al presidente argentino Arturo U. Illia quien había fallecido el año anterior. El Bv. Junín continuaba como calle hacia el este de la ciudad, tramo en el cual conserva su denominación original.

## Transporte sobre la avenida
Además de diferentes líneas de media y larga distancia, por esta arteria recorren líneas urbanas que se mencionan a continuación:
| Corredor | Líneas                                   |
| -------- | ---------------------------------------- |
|          | - N1 - N2 - N4 - N5 - N6 - N7 - N8 - N11 |
|          | - C6*                                    |
|          | - V1*                                    |